# 天統 (邢杲)
天統（てんとう）は、南北朝時代の北魏で邢杲が自立して建てた私元号。528年 - 529年。

## 西暦との対照表
| 天統 | 元年  | 2年   |
| 西暦 | 528年 | 529年 |
| 干支 | 戊申  | 己酉  |